# Regiones para Georgia
Regiones para Georgia (en georgiano: რეგიონები საქართველოსთვის) es un partido político en Georgia fundado por el diputado Tariel Nakaidze. El lanzamiento del partido tuvo lugar el 19 de noviembre de 2023.

## Ideología
El partido se centra en promover los derechos de las minorías. El partido usa georgiano como idioma de comunicación (además de armenio y azerí, las dos principales minorías el territorio controlado por Georgia).
El partido se autodefine como centrista y europeista, teniendo como objetivos la adhesión a la Unión Europea y a la OTAN, así como mejorar las condiciones de vida de los habitantes y restablecer la integridad territorial del país.

## Historia
Poco después de las elecciones parlamentarias de 2020, Tariel Nakaidze abandonó Georgia Europea tras la decisión del partido de boicotear la legislatura. Desde entonces, centró su labor parlamentaria en defender los derechos de las minorías, principalmente étnicas y religiosas (él mismo es un georgiano musulmán).
De cara a las elecciones parlamentarias de 2024, Nakaidze afirmó que su partido iría en la lista de Chven.